# Conțești (okręg Ardżesz)
Conțești – wieś w Rumunii, w okręgu Ardżesz, w gminie Davidești. W 2011 roku liczyła 1860 mieszkańców.